# Casa de Fuenmayor
La casa de Fuenmayor es una casa nobiliaria española originaria de la Corona de Castilla, que se remonta al siglo XIII. Su nombre proviene de la villa del mismo nombre en la comunidad autónoma de La Rioja (España).

## Historia
El antiguo y noble solar de este linaje radicó en la villa de Fuenmayor (cuyo nombre tomó) del partido judicial de Logroño, y algunas de sus ramas se establecieron en la villa de Arnedo y en la ciudad de Calahorra, en La Rioja.
También pasó el linaje a la ciudad de Baeza (Jaén), en tiempos de su conquista, y entroncó con el de Argote, según se refiere en la filiación de la rama de Fuenmayor en Baeza, que, andando el tiempo, fue a establecerse en la villa de Agreda (Soria), en la que tuvo muy principal mayorazgo, radicando también algunos de sus descendientes en la villa de Yanguas, de la misma provincia de Soria.

### Rama de Baeza y Agreda
El progenitor de esta rama de la casa fue:
I. Millán de Fuenmayor, señor de la casa de Fuenmayor en la villa de este nombre en la Rioja, a quien algunos tratadistas hacen hermano, equivocadamente, de Miguel y Martín Ruiz de Argote, nietos suyos, por confundirlos con el hermano menor de ellos, que heredó la casa de Fuenmayor, y se llamó Juan Ruiz de Fuenmayor, aunque también fue nombrado Millán Ruiz de Fuenmayor, lo que, sin duda, originó que algunos autores lo confundieran con su abuelo el Millán de Fuenmayor que ahora nos ocupa. Éste se halló en la conquista de Baeza, donde fue heredado, y fue padre de:
II. Juana de Fuenmayor, que casó con Juan Ruiz de Argote, del que tuvo los siguientes hijos:
1. Miguel Ruiz de Argote, que continuo la sucesión de la rama troncal de la casa de Argote.
2. Martín Ruiz de Argote, uno de los principales conquistadores de Córdoba, que no tuvo sucesión; y
3. Juan Ruiz de Fuenmayor, que sigue.

III. Este Juan Ruiz de Fuenmayor (llamado Millan y Fernan Ruiz de Fuenmayor), sustituyó su apellido paterno de Argote con el materno de Fuenmayor, por haber heredado la casa de su abuelo en la villa de Fuenmayor en la Rioja. Ignoramos con quien caso este caballero, pero parece que fue hijo suyo:
IV. Ruy Fernández de Fuenmayor, al que sucedió:
V. Baltasar de Fuenmayor, caudillo de los escuderos de Baeza, que en el año de 1368 defendió dicha ciudad de un asalto del rey moro de Granada, dando muerte por su propia mano, en una de las torres, al caudillo que mandaba la morisma. Por esta hazaña se le concedió el señorío de la Torre de los Escuderos y el sobrenombre de Ruy Fernández de los Escuderos. Contrajo matrimonio con doña Teresa Rodríguez de Cardenas, y fueron padres de:
VI. Juan de Fuenmayor y Rodríguez de Cardenas, que pereció en una revuelta que hubo en Baeza el año 1417, dejando de su matrimonio con Mayor Alonso de Navarrete (hija de Diego Cerón y de Mayor Alonso de Navarrete, su mujer), a:
VII. Ruy Díaz de Fuenmayor y Alonso de Navarrete, llamado el Bueno, casado con Teresa Malo (hija de Juan Malo), a la que hizo madre de:
VIII. Hernando de Fuenmayor y Malo, esposo de Elvira García de Arguijo, y ambos padres de:
IX. Ruy Díaz de Fuenmayor y García de Arguijo, que casó con Margarita Veraez y Peralta (hija de Garci Pérez, y de Margarita de Peralta), y residieron en la villa de Agreda (Soria). Tuvieron entre otros hijos a:
X. Miguel Díaz de Fuenmayor y Veraez, natural de Agreda, que contrajo matrimonio con Catalina Camargo (hija de Juan Gutiérrez Camargo y de Catalina Malo), naciendo de esta unión:
XI. Ruy Díaz de Fuenmayor y Camargo, natural de la villa de Agreda, que casó con Maria de Miranda, natural de Soria (hija de Jerónimo de Miranda y de Maria Ramirez de Torres, ambos naturales de Soria), y procrearon a:
XII. Jerónimo de Fuenmayor y Miranda, natural de Agreda y caballero de la Orden de Santiago, en la que ingresó el 30 de enero de 1634. Fue también del Consejo de Su Majestad, alcalde de Casa y Corte, colegial del de Santa Cruz, de Valladolid, y consultor del Santo Oficio. Tuvo por esposa a Catalina de Camporredondo y Río, natural de Granada (hija de Antonio de Camporredondo y Río, caballero de Santiago y presidente del Consejo de Hacienda, y de su mujer Margarita de Cevallos, él natural de Valladolid y ella de Ocaña), y fueron padres de:
XIII. Baltasar de Fuenmayor y Camporredondo, natural de Madrid, embajador de Dinamarca, Holanda, y Venecia, gentilhombre de Boca de Felipe IV, individuo del Supremo Consejo de Flandes y caballero de Santiago, cuyo hábito vistió el 1 de abril de 1647. El rey don Carlos II le concedio en 5 de noviembre de 1682, el título de marqués de Castel-Moncayo. Contrajo matrimonio con Teresa Dávila, quinta señora de Blasco-Sancho, en tierra de Ávila, de cuya ciudad fue natural, y de la casa de los marqueses de Velada y San Roman (hija de Sancho Davila, natural de Ávila, y de Jeronima Espejo, natural de Madrid), y fueron sus hijos:
1. Joaquín de Fuenmayor y Dávila, Señor de Blasco-Sancho, comendador de Castellanos, en la Orden de Calatrava, en la que ingreso el 13 de septiembre de 1688, capitán de Caballos y coronel de Alemanes en el Ejército de Flandes. Murió en Valladolid y en vida de su padre, en 1701, sin haber tomado estado.
2. Jose de Fuenmayor y Dávila, caballero de Calatrava, capitán de Caballos en el Ejército de Flandes, que también murió sin haber tomado estado.
3. Maria Lucia de Fuenmayor y Dávila, y Jeronima de Fuenmayor y Dávila, ambas monjas comendadoras de Santiago en Santa Cruz, de Valladolid, y
4. Manuela de Fuenmayor y Dávila, que, por muerte de sus hermanos y profesión religiosa de sus hermanas, sucedió en la casa.[4]

XIV. Esta Manuela de Fuenmayor y Dávila fue, pues, segunda marquesa de Castel-Moncayo, y caso en 1702 con Gabriel Joaquin de Saavedra Serna Quiñones y Pimentel, señor de las casas de Saavedra en Cáceres y su regidor, señor de las villas de Sena, Rivera, Grajal, Villaherreros, casas de Sena y del Rabanal y menino de la reina (hijo de Gabriel Arias de Saavedra, caballero de Alcantara, y de Antonia de la Serna Quiñones Pimentel). Fue su hija y sucesora:
XV. Gaspara de Saavedra y Fuenmayor, tercera marquesa de Castel-Moncayo, que contrajo matrimonio con Antonio Sarmiento Sotomayor (hijo de Diego Saavedra Sotomayor y de Maria Josefa Pardo y Figueroa), naciendo de esta unión:
XVI. Diego Maria Sarmiento de Saavedra y Fuenmayor, cuarto marques de Castel-Moncayo y conde de Villanueva de las Hachas, a quien el rey don Carlos IV hizo merced de la grandeza de España, de primera clase, en 1790. En 1794, el mismo monarca le concedio otra grandeza de segunda clase. Casó con Maria Joaquina de Caceres y Silva (hija de Joaquin Jorge de Caceres y Aldana y de Juana Sanchez de Silva), y procrearon una hija, que se llamó:
XVII. Maria de la Esclavitud Sarmiento Silva Saavedra y Fuenmayor, quinta marquesa de Castel-Moncayo, grande de España, casada con Carlos Gutierrez de los Rios, duque de Fernan Nuñez, en cuya casa vino a parar el título de Castel-Moncayo.

### Rama de la villa de Arnedo
A la rama establecida en esta villa perteneció:
I. Pedro Díaz de Fuenmayor, alcalde de la citada villa, que procreó a:
II. Alonso Díaz de Fuenmayor, llamado también Alonso Díaz de Arnedo, que fue padre de:
III. Diego Díaz de Fuenmayor, que tuvo por hijo a:
IV. Juan Díaz de Fuenmayor, vecino de Zaragoza, que probo su infanzonía en la Real Audiencia de dicha ciudad, el 30 de agosto de 1574.

### Rama de Calahorra
De esta rama de la ciudad de Calahorra procedió:
I. Antonio Díaz de Fuenmayor, natural de Calahorra y Prior de los Caballeros Hijosdalgo de dicha ciudad, que contrajo matrimonio con Maria Caballero, de igual naturaleza, y fueron padres de:
II. Ruy Díaz de Fuenmayor y Caballero, natural y regidor perpetuo de Calahorra, que caso con Juana de Salcedo, natural de Aldea del Señor (Soria), y de esa unión nació:
III. Rodrigo de Fuenmayor y Salcedo, natural de Calahorra y caballero de la Orden de Santiago, en la que ingresó el 6 de noviembre de 1628.

### Rama de la villa de Guadalajara de Buga
El progenitor de esta rama, el capitán don Alonso de Fuenmayor fue uno de los más importantes capitanes conquistadores bajo las órdenes del adelantado Sebastián de Belalcázar. Por sus virtudes y cualidades gozó de la confianza del adelantado, tanto que lo nombró su albacea, le entregó en matrimonio a su hija María Magdalena de Belalcázar, y en su testamento lo designó su sucesor en la gobernación de Popayan, prefiriendolo a sus hijos Sebastián y Francisco. Así consta en la siguiente cláusula testamentaria:
Otro si, digo que por cuanto Su Magestad me tiene hecha merced de la dicha Gobernación e provincias por mis días y despues de mi, a la persona que yo nombrare y eligiere; por ende, por la presente digo que señalo y elijo e nombro por virtud de la dicha merced, para que despues de mis dias sea Gobernador en las dichas provincias, por Su Magestad, al Capitán Alonso de Fuenmayor mi yerno, y en defeco del a Don Sebastian de Belalcázar mi hijo, para que las tenga e gobierne y posea en nombre de Su Magestad, al cual encargo la fidelidad ques obligado tener a Su Magestad, so pena de mi maldicion. 
El capitán Fuenmayor fue el fundador de la tercera ciudad de Buga y el 25 de agosto de 1551 poblo la ciudad de San Luis de Almaguer, así coronó con éxito el intento de Vasco de Guzman. Sobre la fundación de Buga es oportuno recordar que el primer poblamiento se hizo por el adelantado Belalcazar, directamente o por medio de uno de sus capitanes; esa población fue destruida por indios. En 1554 o 55, el capitán Giraldo Gil Estupiñán hizo la segunda población con el nombre de Nueva Ciudad de Jerez; uno o dos años después la incendiaron y destruyeron los indios pijaos. La tercera ciudad la fundó el capitán Alonso de Fuenmayor con el nombre de Guadalajara de Buga, posiblemente en 1559. Lo hizo por comisión dada por el gobernador de Popayan don Luis de Guzman y situo la villa en la cordillera. Esa tercera fundación fue trasladada en 1569 por orden del gobernador don Alvaro de Mendoza Carvajal al valle, a un asiento inmediato al rio de Las Piedras. El traslado fue efectuado por su yerno, el capitán Rodrigo Díez de Fuenmayor, Joan de Aguilar, y don Luis Arronis de Berlangai. Por último, en 1576 y con la autorización del gobernador don Jeronimo de Silva, fue traslada Guadalajara de Buga a las tierras que el capitán Rodrigo Diez de Fuenmayor y otros vecinos tenían y que eran las que hoy ocupa la ciudad.
Del matrimonio del capitán Alonso de Fuenmayor y María Magdalena de Belalcazar nació entre otros hijos, Isabel de Fuenmayor y Belalcazar, natural de la villa de Santiago de Cali. Isabel de Fuenmayor y Belalcazar caso con el ya mencionado capitán Rodrigo Díez de Fuenmayor, su pariente, nacido en Agreda en 1528. El capitán Rodrigo Díez de Fuenmayor fue conquistador y maestre de campo, vecino de San Juan de Pasto y su alcalde en 1545. De la unión entre el capitán Rodrigo Díez de Fuenmayor y Isabel de Fuenmayor y Belalcazar parte el núcleo principal de esta rama, siendo su hijo, entre otros: 
I. Diego Díez de Fuenmayor, natural de Buga y maestre de Campo, a quien el rey le concedió tierras en Buga por su lealtad e importantes servicios prestados a la Corona. Contrajo matrimonio con Isabel Ramirez del Campo, a quien hizo madre de:
II. Martin Diego Díez de Fuenmayor y Ramirez del Campo, natural de San Juan de Pasto y maestre de campo, caso con Jeronima Muñoz de Ayala Jaramillo (hija del capitán Diego Muñoz de Ayala y de Francisca Guerrero Jaramillo de Andrade) con quien procreó a:
III. Juan Díez de Fuenmayor y Muñoz de Ayala, natural de San Juan de Pasto y maestre de campo, llegó a ocupar todos los cargos de gobierno, desde regidor perpetuo hasta teniente de gobernador, oficio que servia el 19 de diciembre de 1665, día en el que realizó su testamento. El 15 de julio de 1666, renunció el oficio de regidor perpetuo de San Juan de Pasto en favor de los capitán Sebastián Guerrero de Zúñiga, Joseph Tiburcio Guerrero, y Mauricio Muñoz de Ayala. Contrajo nupcias con su pariente Manuela Díez de Fuenmayor y fue padre de:
IV. Gaspar Carlos Díez de Fuenmayor, natural de San Juan de Pasto y maestre de campo, creció bajo la tutela de su tía paterna Petronila Díez de Fuenmayor, quien lo designó como heredero universal de su patrimonio en su testamento, firmado el 19 de diciembre de 1665. Fue un notable servidor público, llegando a ocupar cargos de gobierno en San Juan de Pasto y en Santa María del Puerto de las Barbacoas, siendo alcalde de la primera en 1720. Gaspar Carlos dividió su actividad entre el servicio público y los trabajos en el campo como agricultor y ganadero. Heredó de su tía paterna la propiedad de varias minas de oro en Santa María del Puerto de las Barbacoas. Con el producto de esas minas adquiso propiedades rurales en las regiones de San Juan de Pasto y Ipiales. Al fallecer, dejó a sus herederos las haciendas de Bombona, Moechiza, y Taquelán.